# Gauseran de Saint Leidier
Gauseran de Saint Leidier o Jauceran de Saint-Didier o Jolceram de Sain Desider, italianizzato in Gauserano di Saint Didier (Saint-Didier-la-Séauve nel vescovato di Velay, XII secolo – XII secolo) è stato un trovatore e castellano alverniate.
Era figlio di una figlia del trovatore Guilhem de Saint Leidier. Secondo la sua vida si innamorò di Beatrice, figlia di Guglielmo VI del Monferrato e moglie di Ghigo VI del Viennois. Della sua opera ci sono pervenute soltanto due cansos, contese al precedente e più noto trovatore Guillem:
- El temps que vei cazer foillas e flors[7] (canzone di crociata)
- Pos fin'amors mi torn'en alegrier[8] (canzone cortese-amorosa)            Puois fin'amors me torn en alegrier,

            ben dei pensar de far gaia chanso,

            qu'en tal domna ai mes mon cossirier

            qu'anc hom non vi tan bella ni tan pro;

            per qu'eu am mais la soa sospeisso

            de nuill autra que m dones joi entier;

            e tengra m ric ab sol d'un desirier,

            e ill enveios non sabran de cui so.

            Sobre totas a de beutat l'empier;

            reina es de joi ses contenso,

            e duquessa de valen pretz entier,

            e comtessa de cors e de faisso,

            e marquesa de ben dir sa razo,

            e princessa, que ja nuill mal parlier

            non puoscan dir ni feigner lausengier

            qu'en leis aia nuilla res si ben no...[9]

            [...]